# 1703
Il 1703 (MDCCIII in numeri romani) è un anno  del XVIII secolo.

## Eventi
- Gennaio - Febbraio – Terremoto dell'Aquila del 1703 (scossa principale il 2 febbraio).
- 21 aprile – Battaglia di Pułtusk: L'esercito svedese guidato da Carlo XII sconfigge l'esercito sassone guidato da Adam Heinrich von Steinau.
- 27 maggio – Pietro il Grande fonda la città di San Pietroburgo (Russia), in seguito chiamata anche Pietrogrado e Leningrado.
- 27 dicembre – Portogallo e Inghilterra firmano il Trattato di Methuen, che dà preferenza ai vini di importazione portoghesi in Inghilterra. Si tratta del più antico accordo commerciale attualmente vigente.

## Nati

### Gennaio
- 1º gennaio - Heinrich Sigismund von der Heyde, generale prussiano († 1765)
- 3 gennaio - Daniel-Charles Trudaine, ingegnere e funzionario francese († 1769)
- 5 gennaio - Paul d'Albert de Luynes, cardinale e arcivescovo cattolico francese († 1788)
- 5 gennaio - James Hamilton, V duca di Hamilton, nobile scozzese († 1743)
- 13 gennaio - Filippo Farsetti, mecenate italiano († 1774)
- 15 gennaio - Paolo De Majo, pittore italiano († 1784)
- 15 gennaio - Johann Ernst Hebenstreit, botanico e naturalista tedesco († 1757)
- 15 gennaio - Enrichetta Luisa di Borbone-Condé, nobile († 1772)
- 20 gennaio - Joseph-Hector Fiocco, compositore fiammingo († 1741)
- 21 gennaio - Giovanni Cappannini, fantino italiano
- 30 gennaio - François Bigot, funzionario francese († 1778)

### Febbraio
- 3 febbraio - Gregorio Bressani, filosofo italiano († 1771)
- 8 febbraio - Corrado Giaquinto, pittore italiano († 1766)
- 12 febbraio - Domenico Leonati, presbitero italiano († 1793)
- 18 febbraio - Giuseppe Maria Brignole Sale, marchese italiano († 1769)
- 21 febbraio - Mary Toft, truffatrice britannica († 1763)
- 27 febbraio - Sidney Beauclerk, politico inglese († 1744)

### Marzo
- 2 marzo - Shah Waliullah Dihlawi, teologo e mistico indiano († 1762)
- 4 marzo - Nicolas-René Berryer, politico, magistrato e nobile francese († 1762)
- 5 marzo - Vasilij Kirillovič Tredjakovskij, poeta e traduttore russo († 1768)
- 10 marzo - Peter Warren, ammiraglio e politico irlandese († 1752)
- 12 marzo - László Amade, poeta ungherese († 1764)
- 14 marzo - Dionigi Latomo Massa, vescovo cattolico italiano († 1780)
- 18 marzo - Thomas Morell, librettista, letterato e tipografo inglese († 1784)
- 26 marzo - Gottfried Heinrich Krohne, architetto tedesco († 1756)
- 31 marzo - Giovanni Battista Alberoni, pittore e scenografo italiano († 1784)

### Aprile
- 3 aprile - Juan Tomás de Boxadors y Sureda de San Martín, cardinale spagnolo († 1780)
- 4 aprile - Carlo Mineo, vescovo cattolico italiano († 1771)
- 15 aprile - Luisa Bergalli, scrittrice, librettista e poetessa italiana († 1779)
- 24 aprile - José Francisco de Isla, teologo e scrittore spagnolo († 1781)
- 30 aprile - Leonardo Vitetti, vescovo cattolico italiano († 1778)

### Maggio
- 3 maggio - Giuliano Marco Giampiccoli, incisore italiano († 1759)
- 8 maggio - Johann Gottlob Harrer, compositore tedesco († 1755)
- 10 maggio - John Winslow, generale britannico († 1774)
- 12 maggio - Juan Portugal de la Puebla, patriarca cattolico spagnolo († 1781)
- 17 maggio - Sebastiano Ceccarini, pittore italiano († 1783)
- 21 maggio - Maria Francesca di Oettingen-Spielberg, principessa tedesca († 1737)

### Giugno
- 6 giugno - Louis de la Corne, militare francese († 1761)
- 17 giugno - John Wesley, teologo inglese († 1791)
- 21 giugno - Joseph Lieutaud, medico francese († 1780)
- 24 giugno - Anne Lennox, nobildonna britannica († 1789)
- 28 giugno - Alberico Clemente Carlini, religioso e pittore italiano († 1775)

### Luglio
- 5 luglio - Jack Broughton, pugile inglese († 1789)
- 18 luglio - Leopold Josef Hannibal Petazzi de Castel Nuovo, vescovo cattolico italiano († 1772)
- 26 luglio - Christophe de Beaumont, arcivescovo cattolico francese († 1781)

### Agosto
- 2 agosto - Lorenzo Ricci, gesuita e teologo italiano († 1775)
- 4 agosto - Luigi di Borbone-Orléans, nobile francese († 1752)
- 16 agosto - Cornelio Caprara, cardinale italiano († 1765)
- 16 agosto - Domenico Moro, giurista e tipografo italiano
- 16 agosto - John Taylor, medico inglese († 1770)
- 23 agosto - Robert James, medico inglese († 1776)

### Settembre
- 3 settembre - Giovanni Teodoro di Baviera, cardinale e vescovo cattolico tedesco († 1763)
- 16 settembre - Guillaume-François Rouelle, chimico e farmacista francese († 1770)
- 27 settembre - Augustin Haller von Hallerstein, gesuita e missionario tedesco († 1774)
- 29 settembre - François Boucher, pittore francese († 1770)

### Ottobre
- 5 ottobre - Jonathan Edwards, filosofo e teologo statunitense († 1758)
- 7 ottobre - Federico di Baden-Durlach, principe tedesco († 1732)
- 13 ottobre - Andrea Belli, architetto maltese († 1772)
- 13 ottobre - Francisco Ximenes de Texada, militare spagnolo († 1775)
- 15 ottobre - Benigna Gottlieb von Trotha gt Treyden, duchessa lettone († 1782)
- 18 ottobre - Benedetto Veterani, cardinale italiano († 1776)
- 28 ottobre - Antoine Deparcieux, matematico francese († 1768)
- 28 ottobre - Johann Gottlieb Graun, compositore tedesco († 1771)

### Novembre
- 11 novembre - Władysław Aleksander Łubieński, arcivescovo cattolico polacco († 1767)
- 16 novembre - Johann Christoph Bohl, medico tedesco († 1785)
- 18 novembre - Michiel van Huysum, pittore olandese († 1777)
- 18 novembre - Andrew Rollo, V lord Rollo, generale e nobile britannico († 1765)
- 25 novembre - Jean-François Séguier, naturalista francese († 1784)
- 26 novembre - Theophilus Cibber, attore teatrale e commediografo inglese († 1758)

### Dicembre
- 11 dicembre - Giovanni Antonio Medrano, architetto, ingegnere e militare italiano († 1760)
- 24 dicembre - Aleksej Il'ič Čirikov, navigatore e esploratore russo († 1748)
- 24 dicembre - Christen Lindencrone, mercante danese († 1772)
- 31 dicembre - Maria Eleonora del Liechtenstein, principessa austriaca († 1757)

### Senza giorno specificato
- Nassrollah Mirza, principe persiano
- Pons Augustin Alletz, agronomo e saggista francese († 1785)
- Anton Wilhelm Amo, filosofo ghanese († 1759)
- Jacques-Nicolas Bellin, cartografo e geografo francese († 1772)
- Bartolomeo Bolli, architetto italiano († 1761)
- Henry Brooke, scrittore irlandese († 1783)
- Pietro Carattoli, architetto, decoratore e scenografo italiano († 1766)
- Giuseppe Carcani, compositore e organista italiano († 1779)
- Marianna Carlevarijs, pittrice italiana († 1750)
- James Douglas, I baronetto, ammiraglio, politico e nobile britannico († 1787)
- Giuseppe Duprà, pittore italiano († 1784)
- Fukuda Chiyo-ni, poetessa e pittrice giapponese († 1775)
- Giuseppe Callisto Gentili, diplomatico e abate italiano († 1776)
- Ayagawa Gorōji, lottatore di sumo giapponese († 1765)
- Ignazio Hugford, pittore e restauratore italiano († 1778)
- Alessandro V d'Imerezia, re († 1752)
- John Frederick Lampe, compositore e fagottista tedesco († 1751)
- Giovanni Larber, botanico e medico italiano († 1761)
- Thomas Leseur, matematico e fisico francese († 1770)
- André Levret, medico francese († 1780)
- Robert Morris, architetto e scrittore britannico († 1754)
- Muḥammad ibn ʿAbd al-Wahhāb, teologo arabo († 1792)
- Giuseppe Antonio Pianca, pittore italiano († 1762)
- Gaetano Piattoli, pittore italiano († 1774)
- Gaetano Sabatini, disegnatore e pittore italiano († 1734)
- Jeremy Sambrooke, VI baronetto, politico inglese († 1740)
- Thomas Slade, ingegnere britannico († 1771)
- Georg Andreas Sorge, organista e compositore tedesco († 1778)
- Anna Maria Strada, soprano italiano († 1775)

## Morti

### Gennaio
- 6 gennaio - Carlotta Maria di Sassonia-Jena, principessa (n. 1669)
- 8 gennaio - Lorenzo Bellini, medico, anatomista e poeta italiano (n. 1643)
- 9 gennaio - Ursula Micaela Morata, religiosa e mistica spagnola (n. 1628)
- 11 gennaio - Johann Georg Graeve, filologo classico olandese (n. 1632)
- 12 gennaio - Francesco Eschinardi, fisico e matematico italiano (n. 1623)
- 16 gennaio - Erik Dahlberg, militare e ingegnere svedese (n. 1625)
- 27 gennaio - Gaetano Gambacorta, nobile italiano (n. 1657)
- 27 gennaio - Daltaban Mustafa Pascià, politico e militare ottomano
- 31 gennaio - Rafał Leszczyński, nobile e poeta polacco (n. 1650)

### Febbraio
- 5 febbraio - Phetracha, re (n. 1632)
- 15 febbraio - Robert Kerr, I marchese di Lothian, nobile e politico scozzese (n. 1636)
- 18 febbraio - Thomas Hyde, orientalista inglese (n. 1636)
- 18 febbraio - Ilona Zrínyi, nobile ungherese (n. 1643)
- 20 febbraio - John Churchill, marchese di Blandford, nobile inglese (n. 1686)

### Marzo
- 3 marzo - Robert Hooke, fisico, biologo e geologo inglese (n. 1635)
- 12 marzo - Aubrey de Vere, XX conte di Oxford, nobile e militare inglese (n. 1627)
- 18 marzo - Maria De Dominici, pittrice, scultrice e monaca cristiana maltese (n. 1645)
- 29 marzo - Giorgio Federico II di Brandeburgo-Ansbach, nobile (n. 1678)
- 31 marzo - Johann Christoph Bach, compositore e organista tedesco (n. 1642)

### Aprile
- 3 aprile - Biagio Falcieri, pittore italiano (n. 1627)
- 8 aprile - Domenico Piola, pittore italiano (n. 1627)
- 13 aprile - Vittoria Montecuccoli Davia, nobildonna italiana (n. 1655)
- 24 aprile - Gianfrancesco II Gonzaga, nobile italiano (n. 1646)

### Maggio
- 3 maggio - Eglon Hendrik van der Neer, pittore olandese (n. 1634)
- 6 maggio - John Murray, I marchese di Atholl, politico scozzese (n. 1631)
- 8 maggio - Innocenzo Le Masson, presbitero, teologo e monaco cristiano francese (n. 1627)
- 16 maggio - Charles Perrault, scrittore francese (n. 1628)
- 21 maggio - Raimund Faltz, orafo, intagliatore e miniatore svedese (n. 1658)
- 25 maggio - Charles-François Félix, medico e chirurgo francese (n. 1635)
- 26 maggio - Samuel Pepys, politico e scrittore inglese (n. 1633)
- 26 maggio - Hector de Callière, funzionario francese (n. 1648)

### Giugno
- 25 giugno - Giovanni Pietro Pinamonti, gesuita italiano (n. 1632)

### Luglio
- 4 luglio - Giovanni Roano e Corrionero, arcivescovo cattolico spagnolo (n. 1618)
- 6 luglio - Marzio Carafa, nobile (n. 1650)
- 11 luglio - Piero Bonsi, cardinale e ambasciatore italiano (n. 1631)
- 16 luglio - Christian Gyldenløve, generale danese (n. 1674)
- 26 luglio - Gérard Audran, incisore francese (n. 1640)
- 29 luglio - Francesco Marucelli, abate e bibliografo italiano (n. 1625)

### Agosto
- 21 agosto - Thomas Tryon, mercante, scrittore e saggista inglese (n. 1634)

### Settembre
- 3 settembre - Giuseppe Maria Ficatelli, pittore italiano (n. 1639)
- 14 settembre - Gilles Jullien, organista e compositore francese
- 22 settembre - Vincenzo Viviani, matematico, astronomo e ingegnere italiano (n. 1622)
- 25 settembre - Archibald Campbell, I duca di Argyll, nobile scozzese (n. 1658)
- 29 settembre - Charles de Marguetel de Saint-Denis de Saint-Evremond, scrittore francese (n. 1613)

### Ottobre
- 3 ottobre - Alessandro Melani, compositore italiano (n. 1639)
- 8 ottobre - Tomás Marín de Poveda, generale spagnolo (n. 1650)
- 14 ottobre - Thomas Kingo, vescovo luterano danese (n. 1634)
- 17 ottobre - Carlo Giuseppe Gonzaga, nobile italiano (n. 1664)
- 26 ottobre - Ferdinando Guglielmo Eusebio di Schwarzenberg, principe (n. 1652)
- 28 ottobre - John Wallis, presbitero e matematico inglese (n. 1616)

### Novembre
- 9 novembre - Stefano Sculco, vescovo cattolico italiano (n. 1638)
- 18 novembre - Anna Isabella Gonzaga, nobile italiana (n. 1655)
- 19 novembre - Maschera di Ferro
- 27 novembre - Basil Beaumont, ammiraglio britannico (n. 1669)
- 30 novembre - Nicolas de Grigny, organista e compositore francese (n. 1672)

### Dicembre
- 24 dicembre - Leone Strozzi, abate e arcivescovo cattolico italiano (n. 1637)
- 27 dicembre - Tommaso Rues, scultore italiano
- 29 dicembre - Pierre Monier, pittore francese (n. 1641)
- 29 dicembre - Mustafa II, sultano ottomano (n. 1664)

### Senza giorno specificato
- Lazzaro Baldi, pittore italiano
- Gaspare Beretta, ingegnere svizzero (n. 1620)
- Brigida Bianchi, attrice teatrale italiana (n. 1613)
- Louis Béchameil de Nointel, nobile francese (n. 1630)
- Baldassarre Castiglione, ambasciatore e militare italiano
- Cesare Corvara, architetto italiano
- José Delitala y Castelvì, poeta, militare e politico italiano (n. 1627)
- George Dew, pirata inglese (n. 1666)
- Pietro de Fusco, giurista italiano (n. 1638)
- Pompeo Ghitti, pittore italiano (n. 1631)
- Jan Gottlieb Glauber, pittore e incisore olandese (n. 1656)
- Michel Maille, scultore francese (n. 1643)
- Francesco Monti, pittore italiano (n. 1646)
- Giuseppe Nuvolone, pittore italiano (n. 1619)
- Anaklet Reiffenstuel, teologo tedesco (n. 1642)
- Joseph Roëttiers, medaglista francese (n. 1635)
- Carl Borromäus Andreas Ruthart, pittore e religioso tedesco (n. 1630)
- Johann Christoph Sturm, fisico tedesco (n. 1635)
- Robert White, incisore, pittore e disegnatore inglese (n. 1645)
- Matthias Withoos, pittore olandese (n. 1627)
- Carlo Filiberto d'Este, nobile (n. 1649)

## Calendario
| Calendario 1703 | Calendario 1703 | Calendario 1703 | Calendario 1703 | Calendario 1703 | Calendario 1703 | Calendario 1703 | Calendario 1703 | Calendario 1703 | Calendario 1703 | Calendario 1703 | Calendario 1703 | Calendario 1703 | Calendario 1703 | Calendario 1703 | Calendario 1703 | Calendario 1703 | Calendario 1703 | Calendario 1703 | Calendario 1703 | Calendario 1703 | Calendario 1703 | Calendario 1703 | Calendario 1703 | Calendario 1703 | Calendario 1703 | Calendario 1703 | Calendario 1703 | Calendario 1703 | Calendario 1703 | Calendario 1703 | Calendario 1703 | Calendario 1703 |
| --------------- | --------------- | --------------- | --------------- | --------------- | --------------- | --------------- | --------------- | --------------- | --------------- | --------------- | --------------- | --------------- | --------------- | --------------- | --------------- | --------------- | --------------- | --------------- | --------------- | --------------- | --------------- | --------------- | --------------- | --------------- | --------------- | --------------- | --------------- | --------------- | --------------- | --------------- | --------------- | --------------- |
|                 | 1               | 2               | 3               | 4               | 5               | 6               | 7               | 8               | 9               | 10              | 11              | 12              | 13              | 14              | 15              | 16              | 17              | 18              | 19              | 20              | 21              | 22              | 23              | 24              | 25              | 26              | 27              | 28              | 29              | 30              | 31              |                 |
| Gennaio         | Lu              | Ma              | Me              | Gi              | Ve              | Sa              | Do              | Lu              | Ma              | Me              | Gi              | Ve              | Sa              | Do              | Lu              | Ma              | Me              | Gi              | Ve              | Sa              | Do              | Lu              | Ma              | Me              | Gi              | Ve              | Sa              | Do              | Lu              | Ma              | Me              |                 |
| Febbraio        | Gi              | Ve              | Sa              | Do              | Lu              | Ma              | Me              | Gi              | Ve              | Sa              | Do              | Lu              | Ma              | Me              | Gi              | Ve              | Sa              | Do              | Lu              | Ma              | Me              | Gi              | Ve              | Sa              | Do              | Lu              | Ma              | Me              |                 |                 |                 |                 |
| Marzo           | Gi              | Ve              | Sa              | Do              | Lu              | Ma              | Me              | Gi              | Ve              | Sa              | Do              | Lu              | Ma              | Me              | Gi              | Ve              | Sa              | Do              | Lu              | Ma              | Me              | Gi              | Ve              | Sa              | Do              | Lu              | Ma              | Me              | Gi              | Ve              | Sa              |                 |
| Aprile          | Do              | Lu              | Ma              | Me              | Gi              | Ve              | Sa              | Do              | Lu              | Ma              | Me              | Gi              | Ve              | Sa              | Do              | Lu              | Ma              | Me              | Gi              | Ve              | Sa              | Do              | Lu              | Ma              | Me              | Gi              | Ve              | Sa              | Do              | Lu              |                 |                 |
| Maggio          | Ma              | Me              | Gi              | Ve              | Sa              | Do              | Lu              | Ma              | Me              | Gi              | Ve              | Sa              | Do              | Lu              | Ma              | Me              | Gi              | Ve              | Sa              | Do              | Lu              | Ma              | Me              | Gi              | Ve              | Sa              | Do              | Lu              | Ma              | Me              | Gi              |                 |
| Giugno          | Ve              | Sa              | Do              | Lu              | Ma              | Me              | Gi              | Ve              | Sa              | Do              | Lu              | Ma              | Me              | Gi              | Ve              | Sa              | Do              | Lu              | Ma              | Me              | Gi              | Ve              | Sa              | Do              | Lu              | Ma              | Me              | Gi              | Ve              | Sa              |                 |                 |
| Luglio          | Do              | Lu              | Ma              | Me              | Gi              | Ve              | Sa              | Do              | Lu              | Ma              | Me              | Gi              | Ve              | Sa              | Do              | Lu              | Ma              | Me              | Gi              | Ve              | Sa              | Do              | Lu              | Ma              | Me              | Gi              | Ve              | Sa              | Do              | Lu              | Ma              |                 |
| Agosto          | Me              | Gi              | Ve              | Sa              | Do              | Lu              | Ma              | Me              | Gi              | Ve              | Sa              | Do              | Lu              | Ma              | Me              | Gi              | Ve              | Sa              | Do              | Lu              | Ma              | Me              | Gi              | Ve              | Sa              | Do              | Lu              | Ma              | Me              | Gi              | Ve              |                 |
| Settembre       | Sa              | Do              | Lu              | Ma              | Me              | Gi              | Ve              | Sa              | Do              | Lu              | Ma              | Me              | Gi              | Ve              | Sa              | Do              | Lu              | Ma              | Me              | Gi              | Ve              | Sa              | Do              | Lu              | Ma              | Me              | Gi              | Ve              | Sa              | Do              |                 |                 |
| Ottobre         | Lu              | Ma              | Me              | Gi              | Ve              | Sa              | Do              | Lu              | Ma              | Me              | Gi              | Ve              | Sa              | Do              | Lu              | Ma              | Me              | Gi              | Ve              | Sa              | Do              | Lu              | Ma              | Me              | Gi              | Ve              | Sa              | Do              | Lu              | Ma              | Me              |                 |
| Novembre        | Gi              | Ve              | Sa              | Do              | Lu              | Ma              | Me              | Gi              | Ve              | Sa              | Do              | Lu              | Ma              | Me              | Gi              | Ve              | Sa              | Do              | Lu              | Ma              | Me              | Gi              | Ve              | Sa              | Do              | Lu              | Ma              | Me              | Gi              | Ve              |                 |                 |
| Dicembre        | Sa              | Do              | Lu              | Ma              | Me              | Gi              | Ve              | Sa              | Do              | Lu              | Ma              | Me              | Gi              | Ve              | Sa              | Do              | Lu              | Ma              | Me              | Gi              | Ve              | Sa              | Do              | Lu              | Ma              | Me              | Gi              | Ve              | Sa              | Do              | Lu              |                 |